# Gräddögd bulbyl
Gräddögd bulbyl (Pycnonotus pseudosimplex) är en nyligen beskriven fågelart i familjen bulbyler inom ordningen tättingar.

## Utseende och läte
Gräddögd bulbyl är en färglös smutsbrun bulbyl med ljusa ögon. Ljusögda former av mycket lika blekgumpad bulbyl förekommer inte i samma utbredningsområde. Bland lätena hörs ljudliga ”pink” och dämpade fräsande drillar.

## Utbredning och systematik
Gräddögd bulbyl förekommer endast i höglänta områden på Borneo. Tidigare behandlades den som en del av arten blekgumpad bulbyl (Pycnonotus simplex, tidigare kallad vitögd bulbyl). Den har dock erkänts som egen art efter DNA-studier som visar att den istället är systerart till gråpannad bulbyl i Filippinerna.

## Levnadssätt
Gräddögd bulbyl hittas i olika typer av skogsmiljöer. Liksom andra bulbyler ses den ofta vid fruktbärande träd.

## Status och hot
Arten har ett stort utbredningsområde, men tros minska i antal, dock inte tillräckligt kraftigt för att den ska betraktas som hotad. Internationella naturvårdsunionen IUCN listar därför arten som livskraftig (LC).